# Dwerghuismoeder
De dwerghuismoeder (Panemeria tenebrata) is een dagactieve nachtvlinder uit de familie van de uilen (Noctuidae), die vooral vliegt bij zonnig weer. De wetenschappelijke naam wijst op het dagactief zijn van vlinders uit het geslacht Panemeria (πανημέρειος = gedurende de hele dag). De spanwijdte bedraagt 19 tot 22 mm. Hoewel de Nederlandse naam daarop duidt, is de dwerghuismoeder niet van hetzelfde geslacht als de huismoeder, hij dankt zijn naam aan de gele vlekken op de achtervleugels. De dwerghuismoeder kan bij oppervlakkige beschouwing verward worden met het muntvlindertje en Pyrausta purpuralis, maar de dwerghuismoeder heeft bijvoorbeeld geen geel op de voorvleugel.
De dwerghuismoeder overwintert als pop onder de grond.

## Waardplanten
De waardplanten van de dwerghuismoeder zijn hoornbloem en muur.

## Voorkomen in Nederland en België
De dwerghuismoeder is in België een vrij gewone soort, maar in Nederland een niet zo gewone soort, die verspreid over het hele gebied voorkomt. De vliegtijd is van eind april tot en begin juli, in één generatie.